# ホルヘ・クエンカ
ホルヘ・クエンカ・バレノ（Jorge Cuenca Barreno, 1999年11月17日 - ）は、スペイン・マドリード州マドリード出身のプロサッカー選手。プレミアリーグ・フラムFC所属。ポジションはDF。

## 来歴
2015年にADアルコルコンのカンテラに入団。2016-17シーズン途中にbチームに昇格し、プロデビュー。更に同シーズンにトップチームに昇格。2017年3月10日のエルチェCF戦で、当時チーム史上最年少の17歳114日の若さでトップチームデビュー。同シーズンは5試合に出場し、セグンダ・ディビシオン残留に貢献した。
2017年7月18日、FCバルセロナがレアル・マドリードとの争奪戦を制し、クエンカと契約。傘下のFCバルセロナBに登録された。2017-18シーズンはBチームで23試合に出場。2018-19シーズン開幕前の北米プレシーズンツアーにも帯同した。同シーズンもBチームでスタートしたが、トップチームのDF陣に負傷者が続出した関係で、2018年10月にトップチームに招集。10月31日のコパ・デル・レイのクルトゥラル・レオネサ戦でトップチームデビュー。2019年2月15日、バルセロナと2021年までの延長契約を締結した。
2020年9月22日、ビジャレアルCFへの移籍が発表。同時にUDアルメリアへのローン移籍も決定した。
2021年8月30日、ラ・リーガのヘタフェCFへの1シーズンのレンタル移籍が決まった。

## 代表経歴
2017年からU-19のスペイン代表に招集されている。

## 人物
- ホルヘがバルセロナに在籍していた当時、弟のダビドはレアル・マドリードのカンテラに所属しており、もしダビドがこのままトップチームに昇格した場合は、ラ・リーガ初の「エル・クラシコでの兄弟の対戦」が実現するのではないかと噂されていた[9]。